# أتلتيكو مدريد موسم 2008–09
كان موسم 2008–09 هو الموسم الـ103 في تاريخ أتلتيكو مدريد والموسم الـ72 في الدوري الإسباني، الدرجة الأولى لكرة القدم الإسبانية. ويغطي الفترة من 1 يوليو 2008 إلى 30 يونيو 2009.
وفي الدوري، كرر أتلتيكو حصوله على المركز الرابع في موسم 2007–08، متفوقًا على الموسم السابق بثلاث نقاط. كان المهاجم الأوروغوياني دييغو فورلان يقدم موسمًا رائعًا، حيث سجل 32 هدفًا في الدوري، وهو أعلى عدد من الأهداف في الدوري الإسباني للاعب واحد في عقد من الزمان.